# Chlorurus
Chlorurus è un genere di pesci marini appartenenti alla famiglia Scaridae.

## Distribuzione e habitat
Sono diffusi nell'Indo-Pacifico tropicale e subtropicale.
Vivono nelle barriere coralline.

## Descrizione
Hanno l'aspetto tipico degli Scaridae con corpo affusolato e denti fusi in un robusto "becco" impiegato per nutrirsi di alghe calcaree.
Le specie più grandi raggiungono i 70 cm.

## Tassonomia
Il genere comprende 18 specie:
- Chlorurus atrilunula
- Chlorurus bleekeri
- Chlorurus bowersi
- Chlorurus capistratoides
- Chlorurus cyanescens
- Chlorurus enneacanthus
- Chlorurus frontalis
- Chlorurus genazonatus
- Chlorurus gibbus
- Chlorurus japanensis
- Chlorurus microrhinos
- Chlorurus oedema
- Chlorurus perspicillatus
- Chlorurus rhakoura
- Chlorurus sordidus
- Chlorurus spilurus
- Chlorurus strongylocephalus
- Chlorurus troschelii